# KBS 아침뉴스타임
《KBS 아침뉴스타임》(KBS MORNING NEWS TIME)은 KBS 2TV에서 평일 오전 10시 10분에 방송 중인 아침 종합 뉴스 프로그램이다.

## 프로그램 소개
- 대한민국의 아침을 책임지는 아침뉴스타임
- 아침뉴스타임은 지난 10여 년간 기존의 뉴스 형식을 탈피해 보다 친근하고 유익한 생활정보 뉴스를 표방해 왔습니다. 시시각각 달라지는 언론 환경에서 PC나 스마트폰으로 수시로 뉴스를 접하게 된 요즘, 더욱 깊이 있고 알찬 정보를 전할 것을 약속합니다.
- KBS 2TV를 대표하는 아침 종합 뉴스 프로그램이다.

## 방송 시간
- 현재 방송 시간은 2024년 10월 7일부터 기준으로 한다.
- KBS 1TV에서 KBS 뉴스특보 때문에 오전 10시 이후 시간대에 일부 결방될 수 있다.

| 방송 채널 | 방송 기간                           | 방송 시간                                                                           | 비고  |
| --------- | ----------------------------------- | ----------------------------------------------------------------------------------- | ----- |
| KBS 2TV   | 1984년 4월 2일 ~ 1985년 4월 20일    | 월요일 ~ 토요일 아침 8시 ~ 8시 20분 (20분)                                          |       |
| KBS 2TV   | 1985년 4월 22일 ~ 1985년 7월 12일   | 평일 아침 8시 ~ 8시 20분 (20분)                                                     |       |
| KBS 2TV   | 1985년 7월 15일 ~ 1985년 11월 2일   | 월요일 ~ 토요일 아침 8시 ~ 8시 10분 (10분)                                          |       |
| KBS 2TV   | 1986년 11월 3일 ~ 1987년 2월 28일   | 월요일 ~ 토요일 아침 8시 ~ 8시 10분 (10분)                                          |       |
| KBS 2TV   | 1996년 5월 13일 ~ 1997년 5월 17일   | 월요일 ~ 토요일 아침 8시 ~ 8시 10분 (10분)                                          |       |
| KBS 2TV   | 1985년 11월 4일 ~ 1986년 5월 24일   | 월요일 ~ 토요일 아침 7시 ~ 7시 5분 (5분)                                            |       |
| KBS 2TV   | 1986년 5월 26일 ~ 1986년 11월 1일   | 월요일 ~ 토요일 아침 7시 ~ 7시 10분 (10분)                                          |       |
| KBS 2TV   | 1990년 4월 9일 ~ 1990년 10월 27일   | 월요일 ~ 토요일 아침 8시 55분 ~ 오전 9시 (5분)                                      |       |
| KBS 2TV   | 1990년 10월 29일 ~ 1993년 5월 1일   | 월요일 ~ 토요일 오전 9시 ~ 9시 5분 (5분)                                            |       |
| KBS 2TV   | 1993년 5월 3일 ~ 1993년 11월 6일    | 월요일 ~ 토요일 아침 7시 55분 ~ 8시 (5분)                                           |       |
| KBS 2TV   | 1993년 11월 8일 ~ 1994년 2월 18일   | 평일 아침 7시 55분 ~ 8시 (5분)                                                      |       |
| KBS 2TV   | 1994년 2월 21일 ~ 1994년 4월 30일   | 월요일 ~ 토요일 아침 8시 ~ 8시 15분 (15분)                                          |       |
| KBS 2TV   | 1994년 5월 2일 ~ 1996년 5월 11일    | 월요일 ~ 토요일 아침 7시 50분 ~ 8시 (10분)                                          |       |
| KBS 2TV   | 1997년 5월 19일 ~ 1997년 10월 18일  | 평일 아침 7시 ~ 7시 10분 (10분) 월요일 ~ 토요일 오전 9시 ~ 9시 10분 (10분)          |       |
| KBS 2TV   | 1997년 10월 20일 ~ 1997년 11월 22일 | 월요일 ~ 토요일 아침 6시 30분 ~ 6시 40분 (10분) 평일 오전 9시 ~ 9시 10분 (10분)     |       |
| KBS 2TV   | 1997년 11월 24일 ~ 1998년 1월 3일   | 월요일 ~ 토요일 아침 6시 25분 ~ 6시 40분 (15분) 평일 오전 9시 5분 ~ 9시 15분 (10분) |       |
| KBS 2TV   | 1998년 1월 5일 ~ 1998년 2월 13일    | 평일 오전 9시 5분 ~ 9시 15분 (10분)                                                 | [ 1 ] |
| KBS 2TV   | 1998년 2월 16일 ~ 1998년 10월 10일  | 월요일 ~ 토요일 아침 6시 40분 ~ 6시 50분 (10분) 평일 오전 9시 ~ 9시 15분 (15분)     |       |
| KBS 2TV   | 1998년 10월 12일 ~ 1999년 1월 2일   | 월요일 ~ 토요일 아침 8시 45분 ~ 오전 9시 (15분)                                     |       |
| KBS 2TV   | 1999년 10월 11일 ~ 2000년 4월 29일  | 월요일 ~ 토요일 아침 8시 45분 ~ 오전 9시 (15분)                                     |       |
| KBS 2TV   | 1999년 1월 4일 ~ 1999년 4월 30일    | 평일 아침 8시 45분 ~ 오전 9시 (15분)                                                |       |
| KBS 2TV   | 1999년 8월 23일 ~ 1999년 10월 8일   | 평일 아침 8시 45분 ~ 오전 9시 (15분)                                                |       |
| KBS 2TV   | 1999년 5월 3일 ~ 1999년 7월 16일    | 평일 오전 9시 ~ 9시 15분 (15분)                                                     |       |
| KBS 2TV   | 1999년 7월 19일 ~ 1999년 8월 20일   | 평일 오전 9시 15분 ~ 9시 30분 (15분)                                                |       |
| KBS 2TV   | 2000년 5월 1일 ~ 2001년 4월 28일    | 월요일 ~ 토요일 아침 8시 50분 ~ 오전 9시 (10분)                                     |       |
| KBS 2TV   | 2001년 4월 30일 ~ 2002년 10월 26일  | 월요일 ~ 토요일 아침 8시 40분 ~ 오전 9시 (20분)                                     |       |
| KBS 2TV   | 2002년 10월 28일 ~ 2004년 10월 30일 | 월요일 ~ 토요일 아침 7시 45분 ~ 8시 (15분)                                          |       |
| KBS 2TV   | 2004년 11월 1일 ~ 2014년 10월 31일  | 평일 아침 8시 ~ 오전 9시 (1시간)                                                    |       |
| KBS 2TV   | 2015년 4월 6일 ~ 2020년 6월 26일    | 평일 아침 8시 ~ 오전 9시 (1시간)                                                    | [ 2 ] |
| KBS 2TV   | 2014년 11월 3일 ~ 2015년 4월 3일    | 평일 아침 8시 ~ 8시 40분 (40분)                                                     | [ 3 ] |
| KBS 2TV   | 2020년 7월 6일 ~ 2021년 6월 25일    | 평일 아침 8시 ~ 8시 15분 (15분)                                                     | [ 4 ] |
| KBS 2TV   | 2021년 6월 28일 ~ 2024년 2월 2일    | 평일 오전 9시 ~ 9시 20분 (20분)                                                     | [ 5 ] |
| KBS 2TV   | 2024년 2월 5일 ~ 2024년 10월 4일    | 평일 오전 10시 ~ 10시 20분 (20분)                                                   | [ 6 ] |
| KBS 2TV   | 2024년 10월 7일 ~ 현재              | 평일 오전 10시 10분 ~ 10시 30분 (20분)                                              |       |

## 앵커
| 대수 | 진행자 | 진행자 | 진행 기간                          | 비고          |
| 대수 | 남성   | 여성   | 진행 기간                          | 비고          |
| ---- | ------ | ------ | ---------------------------------- | ------------- |
| 1대  | 박태서 | 양영은 | 2004년 11월 1일 ~ 2005년 9월 2일   |               |
| 2대  | 이주한 | 양영은 | 2005년 9월 5일 ~ 2008년 7월 25일   |               |
| 3대  | 이주한 | 이소정 | 2008년 7월 28일 ~ 2009년 10월 16일 |               |
| 4대  | 조성원 | 유지원 | 2009년 10월 19일 ~ 2011년 11월 4일 |               |
| 5대  | 최문종 | 유지원 | 2011년 11월 7일 ~ 2013년 4월 5일   |               |
| 6대  | 최동석 | 양영은 | 2013년 4월 8일 ~ 2016년 4월 22일   |               |
| 7대  | 이영현 | 정다은 | 2016년 4월 25일 ~ 2017년 5월 19일  | [ 10 ] [ 11 ] |
| 8대  | 이영현 | 박은영 | 2017년 5월 22일 ~ 2017년 9월 1일   | [ 13 ]        |
| 9대  | 이영현 | 백승주 | 2018년 2월 5일 ~ 2018년 4월 20일   | [ 15 ]        |
| 10대 | 오언종 | 백승주 | 2018년 4월 23일 ~ 2020년 6월 26일  | [ 16 ]        |
| 11대 | 빈칸   | 신성원 | 2020년 7월 6일 ~ 2023년 4월 28일   | [ 18 ]        |
| 12대 | 빈칸   | 정지원 | 2023년 5월 1일 ~ 현재              | [ 19 ]        |

## 기상 캐스터
- 1대 : 신예지 前 기상 캐스터
- 2대 : 오수진 前 기상 캐스터
- 3대 : 배혜지 기상 캐스터
- 4대 : 강아랑 기상 캐스터
- 5대 : 장주희 前 기상 캐스터 - 2015년 ~ 2018년
- 6대 : 노은지 기상 캐스터
- 7대 : 이설아 기상 캐스터

## 코너

### 방영 코너
| 코너명          | 진행자             |
| --------------- | ------------------ |
| 오늘의 주요뉴스 |                    |
| 지금 북한은     |                    |
| 날씨            | 이설아 기상 캐스터 |
| 클로징          | 정지원 아나운서    |

#### 지금 북한은
월요일에 방송되는 북한 관련 코너.

#### 날씨
기상 정보 코너.

## 타이틀 변천사
| 기수 | 프로그램 타이틀  | 방송 기간                           |
| ---- | ---------------- | ----------------------------------- |
| 1기  | KBS 뉴스         | 1980년 12월 1일 ~ 1987년 2월 28일   |
| 2기  | KBS 2TV 뉴스     | 1987년 3월 2일 ~ 1997년 10월 18일   |
| 3기  | KBS 뉴스 (745)   | 1997년 10월 20일 ~ 2004년 10월 30일 |
| 4기  | KBS 아침뉴스타임 | 2004년 11월 1일 ~ 현재              |

## 편성 변경
- 2022년 2월 7일 ~ 2022년 2월 18일 : 2022 베이징 동계 올림픽 중계 방송 편성으로 인해 15분 단축 편성

## 결방
- 2014년 5월 20일 ~ 2014년 6월 8일 : KBS 기자협회 제작 거부로 인한 결방
- 2016년 8월 8일 ~ 2016년 8월 28일 : 2016 리우데자네이루 올림픽 중계 방송 관계로 결방
- 2016년 9월 8일 : 2016 리우데자네이루 장애인 올림픽 개막식 중계 방송 관계로 결방
- 2017년 9월 4일 ~ 2018년 2월 4일 : KBS 총파업으로 인한 결방
- 2018년 4월 29일 : 2018년 제1차 남북정상회담 특집 방송으로 인한 결방
- 2018년 6월 17일 : 2018년 북미정상회담 특집 방송으로 인한 결방
- 2020년 6월 29일 ~ 2020년 7월 5일 : KBS 2TV 여름철 부분 개편 및 코로나 여파 등의 사유로 인한 방송 일시 중단으로 1주 연기
- 2020년 10월 11일 : 한글날 연휴로 인한 결방
- 2020년 11월 8일 : 굿모닝 대한민국 라이브 특집 방송으로 인한 결방
- 2020년 12월 27일 : 성탄 기획 굿모닝 대한민국 라이브 공휴일로 인한 결방
- 2021년 8월 8일 : 2020 도쿄 올림픽 중계 방송 관계로 결방
- 2022년 1월 31일 ~ 2022년 2월 6일 : 설 특집 편성 관계로 결방
- 2023년 8월 14일 : 꿀잼 영화가 좋다 베스트 방송으로 인한 결방
- 2024년 2월 18일, 2024년 2월 19일, 2024년 2월 25일 : 2024 부산 세계 탁구 선수권 대회 중계 방송 관계로 결방
- 2024년 9월 15일 : ABC 방송 미국 대통령 선거 토론 동시 중계 관련 KBS 1TV KBS 뉴스특보의 편성으로 인해 결방
- 2024년 10월 27일 : KBS 총파업으로 인한 결방
- 2025년 1월 1일, 2025년 3월 9일 : 《인간극장 스페셜》 편성으로 인해 결방
- 2025년 3월 24일, 2025년 3월 26일 : 《트레킹노트 세상을 걷다 스페셜》 편성으로 인해 결방
- 2025년 3월 27일 : 《생활의 발견 스페셜》 편성으로 인해 결방
- 2025년 6월 25일 : 김민석 국무총리 후보자 국회 인사청문회 중계 방송 편성으로 인해 결방
- 2025년 7월 3일 : 《팔도밥상 스페셜》 편성으로 인해 결방
- 2025년 7월 14일 : 강선우 여성가족부 장관 후보자 국회 인사청문회 중계 방송으로 인해 결방
- 2025년 7월 16일 : 《인간극장 스페셜》 편성으로 인해 결방
- 2025년 7월 17일 : 《트레킹노트 세상을 걷다 스페셜》 편성으로 인해 결방
- 2025년 7월 18일 : 집중호우 관련 KBS 1TV KBS 뉴스특보의 편성으로 인해 결방
- 2025년 7월 31일 : 《팔도밥상 스페셜》 편성으로 인해 결방

## 경쟁 프로그램
- KBS 뉴스광장 (KBS 1TV)
- MBC 뉴스투데이 (MBC TV)
- 모닝와이드 1, 2부 (SBS TV)
- 아침& (JTBC)
- 굿모닝 MBN (MBN)
- TV조선 뉴스퍼레이드 (TV조선)
- YTN 뉴스퀘어 4AM (YTN)
- YTN 뉴스START (YTN)
- 뉴스오늘 (연합뉴스TV)
- 출발 600 (연합뉴스TV)